# ゼネラル・エレクトリック T64
ゼネラル・エレクトリック T64は、フリータービン方式のターボシャフトエンジン/ターボプロップエンジンである。

## 概要
元々はヘリコプター向けに開発されていたが、のちに固定翼機でも使用されるようになった。1964年に登場し、その当時としては革新的である腐食防止・耐熱コーティングが施されていた。
性能面では14段の圧縮機が用いられ、高い総圧力比を発生させながらも、低い燃料消費率を実現させた。圧縮機操作には4列の可変静翼が使用されている。
T58と異なり、出力タービンは二段階からなっている。後期のバージョンでは3,925~4,750 shp (2,927~3,542 kW)の出力を発生させる。

## 型式
T64-GE-1
初期のバージョン。LTV XC-142Aに4基搭載。出力は3,080 hp (2,300 kW)。
T64-GE-2
ターボシャフト、出力は5,200 rpmにて2,810 hp (2,100 kW)。 
T64-GE-3
YCH-53A、HH-53B/Cに二基搭載。出力は2,850 hp (2,130 kW)。
T64-GE-4
ターボプロップ、減速歯車ケースが中心線に配置された。プロペラブレーキとボルト固定制御ユニットを搭載。YCV-7Aに搭載。出力は1160 rpm（プロペラ）にて 2,850 hp (2,130 kW)。
YT64-GE-6
VTOL実験機のヒューズ XV-9に搭載。出力は2,850 hp (2,130 kW)。
T64-GE-6
ターボシャフト、CH-53Aに2基搭載。出力は13,600 rpmにて2,850 hp (2,130 kW)。 
T64-GE-7
HH-53B/Cが搭載していたT64-GE-3がのちにこの型に換装された。3,925 hp (2,927 kW)
T64-MTU-7
ドイツのMTUフリードリヒスハーフェンがライセンス生産したモデル。ドイツ向けCH-53、CH-53Gに2基搭載。
T64-GE-7A
CH-53C、HH-53Cに搭載。出力は3,936 hp (2,935 kW)。
T64-GE-8
T64-GE-4と同様
T64-GE-10
CV-7A、C-8A、DHC-5に搭載。出力は2,970 hp (2,210 kW)。
T64-IHI-10E
T64-GE-10を石川島播磨重工業（現・IHI）がライセンス生産したモデル。川崎 P-2Jに2基搭載。新明和 PS-1、US-1に4基搭載。出力は3,060 hp (2,280 kW)。
T64-IHI-10J
T64-IHI-10Eを改修し、新明和 US-1Aに4基搭載。航空自衛隊向けの日本航空機製造 YS-11EA/EB（スーパーYS-11）に2基搭載。出力は3,493 hp (2,605 kW)。
T64-GE-16
CH-53Aに2基、ロッキード AH-56A シャイアンに1基搭載。出力は3,485 hp (2,599 kW)。
T64-GE-100
T64-GE-7Aに性能向上したタービンを搭載した型。MH-53J、TH-53A、S-65Aに2基搭載。出力は4,330 hp (3,230 kW)。
T64-GE-412
CH-53Dに2基搭載。また、イスラエル航空宇宙軍向けCH-53、S-65C-3 Yas'urの能力向上型であるYas'ur 2000に搭載される予定であった。出力は3,695 hp (2,755 kW)。
T64-GE-413
CH-53D、RH-53A、VH-53Dに2基搭載。出力は3,925 hp (2,927 kW)。
T64-GE-413A
CH-53D、RH-53A、VH-53Dに2基搭載。出力は3,936 hp (2,935 kW)。
T64-GE-415
シコルスキー CH-53E スーパースタリオン、MH-53Eに3基搭載。出力は4,380 hp (3,270 kW)。 - 
T64-GE-416A
CH-53E、MH-53Eに3基搭載。
T64-GE-419
MH-53Eに3基搭載。また、CH-53Kの計画段階である「HLR計画」時代に提案されたエンジンの一つ。出力は4,750 hp (3,540 kW)。
T64-GE-423
3,925 hp (2,927 kW)
T64-GE-716

T64-GE-P4C
DHC-5Bに搭載される予定であった。
T64-GE-P4D
ターボプロップ。アエリタリア G.222に2基搭載。出力は 3,400 hp (2,500 kW)。
T64-GE-P4D-1
G.222のアメリカ空軍向け納入型C-27Aに2基搭載。
T64-GE-S4D-1
S-64Bに1基搭載。
T64-GE-T4C-2

T64-BS-12

T64-BS-16

CT64-820-1
2,850 hp (2,130 kW)
CT64-820-2

CT64-820-3
3,130 hp (2,330 kW)
CT64-820-4
デ・ハビランド・カナダ DHC-5Dに2基搭載。出力は3,133 hp (2,336 kW)。
CT64-P4C
デ・ハビランド・カナダ DHC-5Bに搭載される予定だったが、機体自体が計画中止になった。
T64/P4D
3,400 hp (2,500 kW)
出典: Vectorsite,

## 搭載機
- アエリタリア G.222
- デ・ハビランド・カナダ DHC-5
- ロッキード AH-56A シャイアン
- 川崎 P-2J
- LTV XC-142A
- 新明和 PS-1
- 新明和 US-1/1A
- 日本航空機製造 YS-11EA/EB（スーパーYS-11）
- シコルスキー CH-53 シースタリオン
- シコルスキー CH-53E スーパースタリオン
- シコルスキー MH-53E シードラゴン
- シコルスキー HH-53/MH-53M ペイブロウ

## 仕様諸元（T64-GE-100）
一般的特性
- 形式: ターボシャフト
- 全長: 79 in (2,007 mm)
- 直径: 20 in (508 mm)
- 乾燥重量: 720 lb (327 kg)

構成要素
- 圧縮機: 14段軸流式圧縮機
- 燃焼器: アニュラ型
- タービン: 2段軸流式ガス発生出力タービン + 1段式軸流フリー出力タービン
- 使用燃料: 航空用ケロシン
- 潤滑システム: 圧縮噴霧/飛沫式

性能
- 出力: 4,330 hp (3,228.88 kW)
- 全圧縮比（英語版）: 14.9:1
- タービン入口温度: ジェット パイプ 温度: 1,180 °F (638 °C)
- 燃料消費率: 0.48 lb/hp-hr (0.292 kg/kW-hr)
- 出力重量比: 6.014 hp/lb (9.887 kW/kg)

出典: Gas Turbine Engines